# Tennessee State University

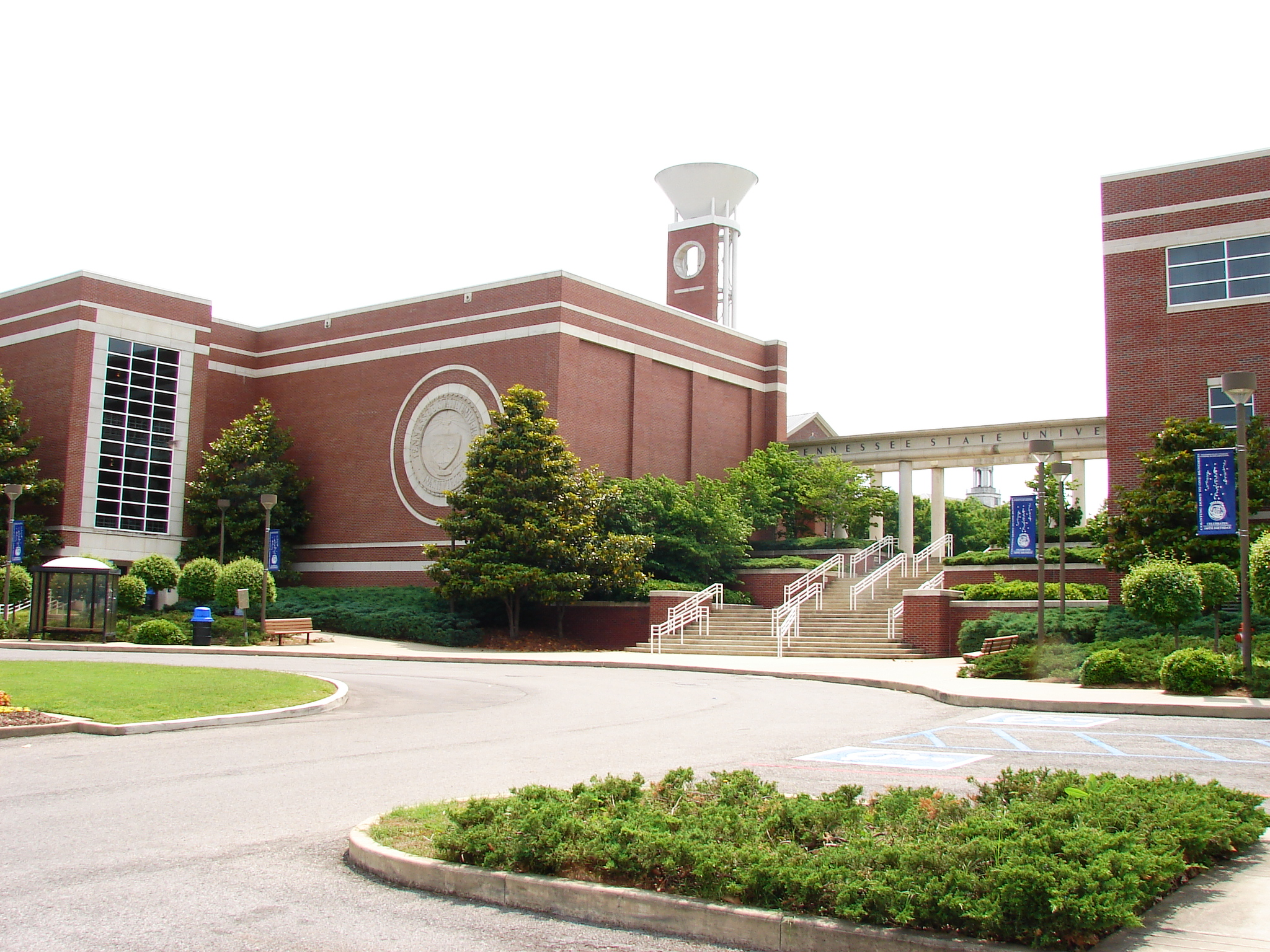
Tennessee State University

De Tennessee State University is de enige van rijkswege historische Afro-Amerikaanse hogeschool. Ze werd opgericht in 1912 als Tennessee Normal School for Negroes in Nashville (Tennessee). In de huidige vorm bestaat ze sinds de fusie van de Tennessee State University met de voormalige University of Tennessee at Nashville in 1979. Naast de hoofdcampus is er de Avon Williams Campus in de binnenstad van Nashville

## Geschiedenis

### Sport
De naam van de teams van de afdeling atletiek is Tigers. De hogeschool is tegenwoordig lid van de Ohio Valley Conference in Division 1 van de NCAA. Ze was echter ook het eerste zwarte college, dat ooit een kampioenschap kon behalen in het college-basketbal. Daarnaast integreerde het team de hotels aan de rand van het kampioenstournee in Missouri. De basketbalteams onder coach John McLendon, die tussen 1957 en 1959 in de National Association of Intercollegiate Athletics (NAIA) als tot zover de eerste drie college-kampioenschappen achter elkaar konden winnen, werden in 2019 onder de oorspronkelijke naam (van 1927 tot 1968) Tennessee Agricultural & Industrial State College opgenomen in de Naismith Memorial Basketball Hall of Fame.
Tot nog grotere roem vooral bij de Olympische Spelen reikte de atletiekploeg van de Tigerbelles. In 1943 opgericht, werd het Cleve Abbott atletiekprogramma van de Tigerettes aan het Tuskegee Institut aangevoeld, dat door de Tweede Wereldoorlog een beetje verzandde. Collegepresident Walter S. Davis streefde als staatspersoneelslid agressief ernaar om Tennessee A & I State tot het equivalent te maken van de University of Tennessee in alle belangen en op alle gebieden, ook in de sport. Hij contracteerde derhalve in 1950 Ed Temple als atletiekcoach. Zonder enig reisbudget rekruteerde hij middelbare school-talenten door een Amateur Athletic Union-zomerprogramma aan het college. Het hoofdoogmerk lag daarbij in de sprint.
Al in 1948 in Londen had Audrey Patterson brons gewonnen op de 200 meter. Temple behaalde in 1956 in Melbourne door Willie White zilver in verspringen en brons op de 4 x 100 meter met een ploeg uit vier Tennessee State-atletes. Tot in de jaren 1970 behaalde hij deze successen uitsluitend met college-werkbeurzen. De eerste ster van het programma was de 'zwarte gazelle' Wilma Rudolph met drie gouden medailles in 1960 in Rome met Ed Temple als coach van het United States Olympic Committee. Het besef van een olympische dynastie van de Tigerbelles diende zich in 1964 aan in Tokio. Wyomia Tyus en Edith McGuire wonnen goud. Wyomia Tyus was de eerste sprintster, die in 1968 ooit een gouden medaille kon verdedigen in Mexico City. Het succes van de Tigerbelles verminderde na de jaren 1970, toen telkens meer hogescholen in de zuidelijke staten integreerden. Hoe het ook zij, in Ed Temples 44-jarige coachschap werden de Tigerbelles in 34 jaar landelijke kampioenen en behaalden 13 Tigerbelles tussen 1956 in Melbourne en 1976 in Montreal meer dan twintig medailles, waarvan elf gouden.
De naam Tigerbelle geeft al aan, dat bij de atletes op een zeer vrouwelijk imago werd gelet. Dit was nodig, omdat dameskrachtmetingen in de toenmalige tijd waren onderworpen aan hevige kritiek en atletes tijdens de jaren 1920 en 1930 algemeen op hun vrouwelijkheid werden aangesproken. Zelfs sportdocenten keken kritisch aan tegen vrouwenkrachtmetingen, waardoor de zogenaamde Playdays und Telegraph Meetings werden ingevoerd, die de wedstrijd veraangenaamden. Afro-Amerikanen waren in vergelijking tot blanke vrijetijdssportsters lichamelijk hard werk gewend, zodat de mythe der onvruchtbaarheid door atletiek bij hun inefficiënt was. 
De Tigerbelles vereffenden als voorheen de Tigerettes andere vrouwelijke atletes in ieder geval de weg, waarop in de tijden van de Koude Oorlog geen afstand kon worden gedaan van vrouwelijke atletes, omdat twisten van de beide machtsblokken verplaatst waren geworden naar de sintelbaan. Net als de Harlem Globetrotters werden de Tigerbelles ook als goodwill-ambassadrices van de American Way of Life ingezet tijdens reizen door b.v. Afrika. En uiteraard speelden de Tigerbelles net als de Tigers een belangrijke rol in de burgerrechtenbeweging tegen de rassenscheiding. Wilma Rudolph was waarschijnlijk de eerste Afro-Amerikaanse, die in de blanke pers werd gekwalificeerd als knap en zowel John McLendon als ook Ed Temple bekleedden in een overwinning over Jim Crow later hoge posities in het United States Olympic Committee.

## Faculteiten
- Gezondheidswetenschappen
- Ingenieursessentie, technologie en informatica
- Kunsten en wetenschappen
- landbouw en consumentwetenschappen
- Pedagogie
- Verzorging
- Economische wetenschappen
- Promotie studies en onderzoek
- Institute of Government

## Persoonlijkheden
- Ralph Boston – olympisch winnaar
- Chandra Cheeseborough – olympisch winnares
- Robert Covington – basketballer
- Isabelle Daniels – olympiër
- Mae Faggs – olympisch winnares
- Martha Hudson – olympisch winnares
- Barbara Jones – olympisch winnares
- Ed „Too Tall“ Jones – footballspeler
- Madeline Manning – olympisch winnares
- Anthony Mason – basketballer
- Margaret Matthews – olympiër
- Edith McGuire – olympisch winnares
- Kathy McMillan – olympiër
- Brenda Morehead – olympiër
- Audrey Patterson – olympiër
- Dominique Rodgers-Cromartie – footballspeler
- Wilma Rudolph – olympisch winnares
- Leon Thomas – zanger
- Rufus Thomas – zanger
- Wyomia Tyus – olympisch winnares
- Willye White – olympiër
- Lucinda Williams – olympisch winnares
- Oprah Winfrey – tv-presentatrice